# Tasiocera (Tasiocera) angustistylus
Tasiocera (Tasiocera) angustistylus is een tweevleugelige uit de familie steltmuggen (Limoniidae). De soort komt voor in het Australaziatisch gebied.